# Výročí ve vlaku
Výročí ve vlaku (v anglickém originále Dangers on a Train) je 22. díl 24. řady (celkem 530.) amerického animovaného seriálu Simpsonovi. Scénář napsal Michael Price a díl režíroval Steven Dean Moore. V USA měl premiéru dne 19. května 2013 na stanici Fox Broadcasting Company a v Česku byl poprvé vysílán 12. srpna 2013 na stanici Prima Cool.

## Děj
Blíží se výročí svatby Homera a Marge a Homer si vzpomene, jak oslavili své první výročí: navštívili venkovní nákupní centrum a projeli se miniaturním vláčkem „Li'l Lisa“. Homer navštíví obchoďák s úmyslem přivést Marge na letošní výročí, ale zjistí, že se z vláčku stala zchátralá troska. Vezme si rozebraný vláček domů a požádá své kamarády z baru a reverenda Lovejoye, aby mu ho pomohli zrenovovat. Mezitím jde Marge na internet, aby objednala pro Homera várku svačinových dortíků Dolly Madison, ale nedopatřením skončí na stránce zvané Sassy Madison (parodie na Ashley Madison), která pomáhá ženatým lidem navazovat milostné vztahy. Rychle obdrží záplavu pozvánek od úchylných mužů; zatímco je maže, najde zprávu od sympatického muže jménem Ben a začne si s ním psát. Nejdřív se ho snaží smést ze stolu, ale brzy zjistí, že oba sdílejí zálibu v britském dramatickém seriálu Upton Rectory (parodie na Panství Downton). Homer dál tajně pracuje na svém vlakovém projektu, čímž se Marge odcizuje. 
V den jejich výročí Homer předstírá zranění zad a pošle Marge přes celý Springfield, aby mu vyzvedla recept. Když je pryč, postaví s přáteli vláček, který se bude prohánět po domě. Během jízdy Marge zažívá vize Bena, psychicky je od sebe odhání a zároveň naříká nad stavem svého manželství. Když se vrátí domů, uvidí vláček, nyní přejmenovaný na „Majestátní Marge“, a odpustí Homerovi. Benova manželka Ramona konfrontuje pár kvůli Margině tajné korespondenci s Benem, ale Homer a Marge si vysvětlí, že dva lidé ve zdravém vztahu by před sebou neměli mít tajemství. Homer se rozhodne, že mu Marge nemusí říkat, jak se s Benem seznámila, a Ramona Benovi řekne, že se oba sblíží tím, že si k jeho překvapení prohlédne historii jeho internetového prohlížeče. Ben se vrátí do Sassy Madison a naváže kontakt s novou ženou, ale s křikem uteče, když se ukáže, že je to Selma.

## Přijetí

### Hodnocení
Epizoda získala v demografické skupině 18–49 diváků známku 2,1 a sledovalo ji celkem 4,52 milionu diváků. Díky tomu se stala druhým nejsledovanějším pořadem v rámci bloku Animation Domination stanice Fox té noci, když porazila dva díly Cleveland Show, ale prohrála s hodinovým finále Griffinových s 5,28 miliony.

### Kritika
Robert David Sullivan z The A.V. Clubu udělil epizodě známku C+ a uvedl: „Výročí ve vlaku je spíše standardní záležitostí Simpsonových z roku 2013, s dalším výletem do bezedné studnice příběhů o Marge, která se cítí Homerem zanedbávaná, když se blíží jejich desáté výročí. Tentokrát nedojde ke katastrofě typu jednokolejky a Výročí ve vlaku má jedno z jednodušších a sladších usmíření Homera a Marge.“.
Teresa Lopezová z TV Fanatic udělila dílu tři hvězdičky z pěti: „Jediné, co tuto epizodu povýšilo nad všednost, byla parodie na Panství Downton. Posedlost Marge a Bena kostýmním dramatem Upton Rectory dokonale vystihla celosvětové zaujetí seriálem PBS. O zábavný doplněk dílu se postaral také Seth MacFarlane, který však vytáhl svůj obvyklý trik s použitím hlasu Stewieho a zpěvu ve stylu Sinatry, jenž rozhodně trpěl zákonem klesajících výnosů.“.